# Valvattnet (Torsåkers socken, Ångermanland)
Valvattnet är en sjö i Kramfors kommun och Sollefteå kommun i Ångermanland och ingår i Ångermanälvens huvudavrinningsområde. Sjön har en area på 0,0513 kvadratkilometer och ligger 227,5 meter över havet. Sjön avvattnas av vattendraget Bruksån (Ladvattenån).

## Delavrinningsområde
Valvattnet ingår i det delavrinningsområde (699330-157672) som SMHI kallar för Ovan None. Medelhöjden är 283 meter över havet och ytan är 12,71 kvadratkilometer. Det finns ett avrinningsområde uppströms, och räknas det in blir den ackumulerade arean 47,17 kvadratkilometer. Bruksån (Ladvattenån) som avvattnar avrinningsområdet har biflödesordning 2, vilket innebär att vattnet flödar genom totalt 2 vattendrag innan det når havet efter 56 kilometer. Avrinningsområdet består mestadels av skog (88 procent). Avrinningsområdet har 0,24 kvadratkilometer vattenytor vilket ger det en sjöprocent på 1,9 procent.